# Robin Stjernberg
Robin James Olof Stjernberg(născut la 22 februarie 1991, Suedia) este un căntăreț suedez de muzică pop. El a reprezentat Suedia la Concursul Muzical Eurovision 2013, după ce a câștigat Melodifestivalen, cu piesa „You”.

## Carieră muzicală

### TrupaWhat's Up!
Stjernberg a câștigat în 2006 premiul Sommarchansen, iar în 2007 a participat la un eveniment cu 15 finaliști pentru a ocupa un loc în trupa What's Up!. Trupa a lansat un album care a fost pe locul 40 în Suedia și câteva piese, cele mai bine clasate fiind "Go Girl!" și "If  I Told You Once".

### Sweedish Idol 2011
Stjernberg a participat la sezonul 8 al emisiunii Sweedish Idol 2011 și s-a clasat pe locul 2.
| Saptamâna #  | Piesa interpretata(și cântărețul original)                                         | Rezultat            |
| ------------ | ---------------------------------------------------------------------------------- | ------------------- |
| Audiție      | "Who You Are" Jessie J                                                             | Calificat           |
| Semifinală 1 | "Breakeven" The script                                                             |                     |
| Semifinală 2 | "Animal" Neon                                                                      | Calificat în top 12 |
| Top 11       | "California King Bed" Rihanna                                                      | În siguranță        |
| Top 10       | "Alla Vill Till Himmelen Men Ingen Vill Dö" Timbuktu                               | În siguranță        |
| Top 9        | "Halo" Beyonce                                                                     | În siguranță        |
| Top 8        | "When a Man Loves a Woman" Percy Sledge                                            | În siguranță        |
| Top 7        | "Who You Are" Jessie J                                                             | În siguranță        |
| Top 6        | "Reach Out, I'll Be There" The Four Tops                                           | În sigurnață        |
| Top 5        | "Bohemian Rhapsody" Queen "Pride (In the Name of Love)" U2                         | În siguranță        |
| Top 4        | "Let Me Entertain You" Robbie Williams "You Raise Me Up" Josh Groban               | În siguranță        |
| Top 3        | "Dedication to My Ex (Miss That)" Lloyd "Love Is Gone" David Guetta & Chris Willis | În siguranță        |
| Finala       | "In My Head" Jason Derulo "Halo" Beyonce Cântecul câștigător "All This Way"        | Locul 2             |

### După Sweedish Idol
După concurs acesta și-a lansat primul single "All This Way" la 2 decembrie 2011 și a semnat cu casa de discuri  Lionheart Music Group. Primul său album a fost My Versions lansat la 4 ianuarie 2012. 

### Melodifestivalen și Eurovision 2013
Stjernberg a luat parte la Melodifestivalen în 2013 și s-a calificat în finala națională. El va reprezenta Suedia la Concursul Muzical Eurovision 2013 cu piesa "You".

## Discografie

### Albume
| Titlu       | Detali                                                                           | Poziția în top |
| Titlu       | Detali                                                                           | Suedia ·       |
| ----------- | -------------------------------------------------------------------------------- | -------------- |
| My Versions | - Lansat: 4 ianuarie 2012 - Casă de discurii: Lionheart Music Group - Format: CD | 1              |

### Singles
| 2011                                | "All This Way" | — | My Versions                   |
| 2012                                | "Halo"         | — | My Versions                   |
| 2012                                | "On My Mind"   | — | Niciun album nu conține piesa |
| 2012                                | "Scars"        | — | Niciun album nu conține piesa |
| 2013                                | "You"          | 5 | Niciun album nu conține piesa |
| "—" Acest single nu a intrat în top |                |   |                               |